# Parce que (album)
Pour les articles homonymes, voir Parce que.
Albums de 
Daniel Darc
Bill Pritchard
Sous influence divine (Darc, 1988)
Bill Pritchard (1988) Nijinsky (Darc, 1989)
Three Months, Three Weeks and Two Days (Pritchard, 1989)
Parce que est un album-concept rock interprété par Daniel Darc et Bill Pritchard réalisé et sorti en 1988.
Dans la presse écrite, un entrefilet nota discrètement (pour éviter, sans doute, des sursauts de pruderie) que cet album-concept traitait de l’ambivalence humaine et plus précisément « d’amours ambiguës et nostalgiques ».

« If you get the chance, destroy your myths by meeting them. »

— Frontispice de l'album.

## Titres
| 1.          | Aimer à nouveau (par Daniel)                | Daniel Darc                | Bill Pritchard | 2 min 30 s |
| 2.          | Lydia (par Bill)                            | Bill Pritchard             | Bill Pritchard | 2 min 55 s |
| 3.          | Seras-tu encore là ? (par Daniel)           | Daniel Darc                | Bill Pritchard | 2 min 51 s |
| 4.          | Pigalle on a Tuesday is Charming (par Bill) | Bill Pritchard             | Bill Pritchard | 1 min 54 s |
| 5.          | We Were Lowers (par Bill)                   | Bill Pritchard             | Bill Pritchard | 3 min 20 s |
| 6.          | Rien de toi (par Daniel)                    | Daniel Darc                | Bill Pritchard | 2 min 47 s |
| 7.          | Pauvre petite (par Bill)                    | Bill Pritchard             | Bill Pritchard | 1 min 51 s |
| 8.          | Je rêve encore de toi (par Daniel)          | Daniel Darc/Bill Pritchard | Lou Reed       | 2 min 45 s |
| 9.          | Catherine (par Bill)                        | Bill Pritchard             | Bill Pritchard | 2 min 20 s |
| 10.         | D'autres corps (par Daniel)                 | Daniel Darc                | Bill Pritchard | 2 min 55 s |
| 11.         | Seras-tu encore là ? (par Bill)             | Daniel Darc                | Bill Pritchard | 2 min 51 s |
| 12.         | Parce que (par Daniel)                      | Charles Aznavour           | Gaby Wagenheim | 2 min 40 s |
| 31 min 38 s |                                             |                            |                |            |

## Production
- Paroles anglaises de Bill Pritchard et françaises de Daniel Darc
- Musiques de Bill Pritchard sauf :
  - 8. Je rêve encore de toi : adaptation française par Daniel Darc et Bill Pritchard de la chanson Stephanie Says (en) de Lou Reed
  - 12. Parce que : reprise du titre créé par Charles Aznavour en 1963, paroles de Charles Aznavour et musique de Gaby Wagenheim
- Genre : rock
- Publication par Les Éditions Confidentielles sauf :
  - 8. Je rêve encore de toi, Éditions EMI Music
  - 12. Parce que, Éditions Star Music
- Enregistré en août 1988 en sept jours
- Studio : ABS à Bruxelles
- Producteurs : Bill Pritchard, Daniel Darc et Bruno Donini
- Mixage : Bruno Donini
- Photo de couverture : Philippe Carly
- Design pochette : Joël Van Audenhaege
- Label : PIAS (Play It Again Sam Records)
- Référence version vinyle 33 tours stéréo  : BIAS 100 — Tirage limité à 3 000 exemplaires
- Date de sortie : dernier trimestre 1988
- Format CD  BIAS 100 CD. L’avènement du CD incita le label Play It Again Sam à commercialiser ultérieurement l’album sous ce format. On ignore combien d’exemplaires furent pressés à l'origine. Réédition en 2008.

## Réédition 2018
« Il y a trente ans, on s'échangeait des cassettes audio, on se créait une culture musicale. Il s'est passé la même chose au tournant du millénaire, mais à l'échelle phénoménale du numérique avec le piratage. Et cette génération, devenue adulte, pour peu que son pouvoir d'achat le lui permette, se met à acheter des disques”, analyse Jean-Luc Marre, responsable du back catalogue de Pias. Au sein de ce label indépendant, ce département a été créé il y a un an seulement. Et déjà une quinzaine de rééditions en vinyles ont été mises sur le marché, parmi lesquelles l'album Parce que de Daniel Darc et Bill Pritchard. […] Pour expliquer le succès de ces objets pouvant aller de 20 euros le simple album à plus de 500 euros le coffret, les labels misent sur la rareté des produits proposés, mais aussi sur la qualité de remastering et de pressage des disques. […] “On ne gagne pas des millions en faisant des rééditions”, abonde Jean-Luc Marre soulignant toutefois l'aspect vertueux de ces initiatives : “ça permet de transmettre de génération en génération des œuvres qui risqueraient de disparaître. Comme disait Pierre Henry [le père de l'électro-acoustique], on est des passeurs de sillons. »

— AFP/Le Point, 15 décembre 2018.

### Les 30 ans de l'album
« Il y a de nombreuses années, j'ai entendu la chanson Paris par Taxi Girl. Même encore aujourd'hui les paroles donnent un exemple de la poésie et de l'humour qui m'ont plu dans l'écriture de Daniel. L'album Parce que a été écrit et enregistré en une dizaine de jours à Bruxelles dans un studio situé dans le sous-sol des bureaux PIAS de l'époque. Daniel a écrit ses paroles dans le studio en remplissant rapidement d'idées un carnet et des feuilles. J'avais mes blocs-notes en ce temps-là. Je me demande où sont-ils maintenant ? Je suis vraiment heureux et stupéfait que Jean-Marc ait retrouvé, l'année dernière dans un tiroir des bureaux PIAS, les extras, enregistrés lors des sessions de l'album, et qui n'ont jamais été édités et, en fait, que je n'avais plus entendus depuis trente ans. Ça m'a directement ramené en arrière à une époque particulière, une composition spéciale de couleurs par trois jeunes dans la vingtaine que des gens ont partagé. »

— Bill Pritchard, 1er mars 2018, Newcastle-under-Lyme.
Pour fêter l'anniversaire des 30 ans de l'album, le label PIAS l'a réédité (formats CD et vinyle) le 28 septembre 2018, remasterisé et augmenté de 8 sessions inédites :
| 13.         | Il y a des moments (démo version par Daniel)                      | Daniel Darc | Daniel Darc       | 3 min 2 s  |
| 14.         | Je n'aime que toi (démo version par Daniel)                       | Daniel Darc | Bill Pritchard    | 3 min 48 s |
| 15.         | Ton adresse et ton nom (demo version par Daniel)                  | Daniel Darc | Daniel Darc       | 4 min 28 s |
| 16.         | Sur la route (demo version par Daniel)                            | Daniel Darc | Georges Betzounis | 3 min 29 s |
| 17.         | Jesus & Mary Chain [Haute surveillance] (demo version par Daniel) | Daniel Darc | Georges Betzounis | 2 min 54 s |
| 18.         | Secam et Gris (demo version par Bill et Daniel)                   | Daniel Darc | Bill Pritchard    | 3 min 35 s |
| 19.         | Myinshi [Nijinsky] (demo version par Daniel)                      | Daniel Darc | Daniel Darc       | 4 min 20 s |
| 20.         | Rien de toi (live version par Bill et Daniel)                     | Daniel Darc | Bill Pritchard    | 2 min 53 s |
| 28 min 29 s |                                                                   |             |                   |            |

- Éditeurs :
  - 13, 16, 17 et 19 : éditions EMI Music.
  - 14, 15 et 18 : Copyright Control.

### Accueil de l'album réédité
« Enregistré en une semaine, Parce que donne, a contrario, la sensation d’un grand disque qui prend son temps, qui pose diverses atmosphères synthétiques (Ian Curtis n’est jamais loin), mais qui refuse de verser dans le seppuku. Les paroles de Daniel, d’une beauté chevaleresque (« Je voudrais pleurer / mais j’ai oublié »), oscillent entre souffrance et confiance en soi, pendant que Bill, et ses élégantes ambiguïtés, saupoudre chaque titre d’une certaine distanciation british. Ce qui explique la position de Parce que au rang des classiques : album faussement plombé, discrètement lumineux, croisant le spleen des mots avec la sérénité de l’amitié. »

— Jean Thooris, 29 septembre 2018.

« La voix de Darc, fragile et intense, alterne avec celle, toujours fascinante, de Pritchard. Les deux plumes, exceptionnelles, sont servies par le talent de mélodiste du Britannique et le meilleur son de l’époque (ah ces guitares cristallines, avec une pointe d’écho !). C’est la fusion mélancolique et classieuse d’Aznavour (la reprise qui donne son titre à l’album) et du Velvet Underground (Je rêve encore de toi, adaptation de Stephanie Says), de Gainsbourg et Françoise Hardy avec les Smtihs et Jesus and Mary Chain... Trente ans après, cinq ans après la mort prématurée de Darc, ce chef-d’œuvre méconnu est enfin réédité : les douze titres originels sont augmentés de huit inédits, dont un émouvant live du duo, réuni en 2005. »

— L'Alsace, 1er octobre 2018.

## Historique

### Genèse d'une rencontre
— Bill Pritchard : « Dans les années 80, j’étais parti étudier pendant six mois à Sciences-Po à Bordeaux. C’était la grande époque des radios libres, et j’avais une émission avec un gars qui s’appelle Pascal Bertin (future plume des Inrockuptibles). La radio s’appelait… (il cherche) « La Vie au grand hertz », et l’émission A Drop in the Ocean. Pascal m’a fait découvrir beaucoup d’artistes français, dont Taxi Girl, notamment la chanson Paris dont je trouvais le texte particulièrement brillant. Quand, plus tard, je me suis retrouvé sur le même label que ce chanteur si talentueux, je me suis dit qu’il fallait absolument qu’on fasse un album ensemble. J’avais des chansons, des idées. On s’est rencontrés à Bruxelles et on a enregistré l’album à Play It Again Sam (le label Pias), dans le sous-sol. Une très belle expérience. Je me souviens qu’on partageait un appartement lors de notre séjour là-bas. J’étais très fier du résultat, notamment de la pochette dont j’avais conçu le design, inspiré d’un des premiers disques de Françoise Hardy ».
 
— Daniel Darc : « Bill a demandé à me rencontrer et cela m’a touché. Pour moi, c’est un grand auteur, même si je ne suis pas d’accord avec le son de ses productions. C’est un type hyper sensible, très différent, je l’aime beaucoup. C’est le genre qui n’hésitera pas à arrêter la musique du jour au lendemain pour aider les défavorisés. Je le ferai aussi d’une façon plus violente, je n’hésiterai pas à partir en Afrique du Sud combattre l’apartheid. Je suis heureux de l’avoir rencontré, il est utile. Notre album au départ était avant tout le sien, mais j’étais en studio et il m’a invité ».

### Le concept
C’est celui de deux hommes qui, en alternance, témoignent de leurs difficultés face à l’attirance d’autres corps semblables aux leurs jusqu’à provoquer leur malaise. De surcroît, ils sont confrontés aux réactions des autres, voire rejetés lorsqu’ils veulent se confier (Lydia). Pritchard signe toutes les musiques à l’exception d’une adaptation française, par le tandem, d’une chanson de Lou Reed et d’une reprise par Darc d’une chanson d’Aznavour, Parce que, qui décidera du titre de l’album.
La chanson D’autres corps interprétée par Daniel Darc résume assez bien le climat de l’œuvre :
Et dis moi ce qui ne va pas,

Est-ce mon corps qui ressemble trop au tien ?

Et dis-moi ce qui ne va pas,

Est-ce mon corps trop comme le tien ?
Mais, encore plus que pour la revendication d'une identité, c'est surtout une plaidoirie pour la libération des corps comme l'exprime Pritchard dans We Were Lovers, peut-être la chanson la plus militante de l'album :
| Could be so touching Waltzing through presto's price checks so perfect? Jean Genet would be proud to say: We were lovers And I think that's worth mentioning. | Devions-nous être touchants Valsant parmi tous ces étiquetages sommaires si parfaits ? Jean Genet aurait été fier de dire : Nous étions amants Et je pense que cela vaut d’être mentionné. |

| And those greedy green politicians Who bed hop Politically speaking And censor what is sensual. | Et tous ces blafards politiciens cupides Qui bondissent de leur lit Pour venir parler politique Et censurer ce qui est sensuel. |

Dans Paroles et Musique de juin 1989, Archème s’entretient avec Daniel Darc : « Daniel Darc est un activiste qui n’a pas peur des mots lorsqu’il aborde le thème encore tabou de l’homosexualité : Je suis bisexuel et très fier de l’être. Quand j’étais jeune, j’ai fait partie du FHAR (Front homosexuel d'action révolutionnaire) et ce combat est resté important pour moi. Avec Taxi Girl, je me contentais de clins d’œil comme Cherchez le garçon, car je voulais refléter la personnalité du groupe, alors que maintenant je peux m’exprimer sans avoir de compte à rendre. »

### La critique
La presse, plus que par le thème, s’émeut davantage du tirage volontairement limité à 3 000 exemplaires de l’album vinyle et le décrète « collector » dès sa sortie : « Tous deux, à la queue leu leu, discrets, intimes, baladins, égrènent leurs romances sur fond de guitares acoustiques nonchalantes et de synthés diaphanes. Osmose. Ce suave brouillon a été tiré à trois mille exemplaires. Ce sera un collector, bien avant l’ouverture du tunnel sous la Manche. » « Tiré volontairement à 3 000 exemplaires, c'est déjà un collector. Si le climat général manque de variété, l'aspect premier jet brouillon rend le disque attachant et met en valeurs de véritables perles : Je rêve encore de toi, Pigalle on a Tuesday is Charming… D'autant que Pritchard vient relayer Darc au chant où sa voix superbe fait des merveilles. Une histoire de complicité qui sollicite également la complicité de l'auditeur. Une histoire d'amour ? ». C’est peut-être l’hebdomadaire Globe qui écrit la plus sensible critique : « Deux poètes rock se rencontrent dans un café. Aussi timides l’un que l’autre, ils ne se disent pas grand-chose mais lancent l’idée de faire un disque ensemble. Quelques mois plus tard, le disque enfin ouï, on se dit que c’était une bonne idée. La vision extrémiste et d’un romantisme noir de Daniel Darc, l’ancien chanteur de Taxi Girl, l’un des rares rockers qui sache faire chanter le français, et celle de Bill Pritchard, un mélange de Leonard Cohen et de Tom Verlaine, plus « ligne claire » en apparence mais au fond aussi torturée, s’emboîtent comme deux pièces de puzzle. Une douzaine de chansons de Bill Pritchard (si l’on excepte une reprise de Lou Reed et une d’Aznavour !), chantées alternativement par chacun dans une ambiance coin du feu, guitare sèche et chuchotement. Deux vers de Daniel Darc donnent le ton : « Je rêvais de merveilles. J’ai juste trouvé l’ennui. » Bel ennui… »

### En conclusion
Mais c’est Bill Pritchard qui aura le mot de la fin : « L’album que Daniel et moi avons enregistré ensemble, Parce que, est lui aussi très simple, j’y suis donc assez fidèle. L’une de mes chansons préférée est Lydia, qui parle de la clause 28, la clause qui interdit d’afficher son homosexualité, c’est le début de la censure à une échelle très dangereuse, car ça limite la liberté d’expression des gens… et où est-ce que ça va mener ? Des types comme Kenneth Baker font des déclarations telles que « il faut montrer les convenances aux gens. » C’est tellement victorien, et très effrayant car ça s’intensifie. Cette clause est un pas décisif vers la censure propre à un régime autocratique. C’est incroyable qu’elle soit passée. J’ai essayé de simplifier les choses au maximum pour être le plus clair possible. J’aime beaucoup la version de Daniel, D’autres corps… La pochette de cet album est une bonne imitation de En Vogue de Françoise Hardy, de 1964, les mêmes couleurs délavées, le même lettrage, la photo noir et blanc. »
Le journaliste poursuit :
— On pourrait prendre au premier degré ce que tu chantes dans Lydia, « I admit it I was gay » : « Deux réponses à ça. Premièrement, je me fiche de ce que les gens pensent et deuxièmement, Daniel m’a dit une fois quelque chose de très drôle : « Pourquoi n’es-tu gay que sur disque ? » Je ne commenterai pas, l’ambiguïté est une très belle chose. Tout le monde est gay dans une certaine mesure, que ce soit physiquement ou émotionnellement. Je pense, par exemple, que Cocteau était plus gay émotionnellement que physiquement. »